# Scaevola angulata
Scaevola angulata är en tvåhjärtbladig växtart som beskrevs av Robert Brown. Scaevola angulata ingår i släktet Scaevola och familjen Goodeniaceae. Inga underarter finns listade i Catalogue of Life.